# Яблунів (Самбірський район)
Я́блунів — село в Україні, в Самбірському районі Львівської області. Населення становить 432 особи. Орган місцевого самоврядування — Боринська селищна рада.

## Географія
Через село тече річка Яблунівка.

## Історія
Згідно з ревізією 1692 року у селі було 15 халупників. Кількість осілих дворів була 15.
До 2020 року село підпорядковувалося Нижньовисоцькій сільській раді Турківського району.

## Архітектура
На хуторі Заясенів знаходиться церква св. Василя Великого. Збудована вона у 1999 році. Давніше хуторяни ходили до яблунівської церкви. Цей храм без наявного проєкту збудував майстер Теодор Комісар, а його помічником був Роман Буредник. Освячено церкву 14 січня 1999 року.
Вирізняється архітектурним стилем, характерним для російської архітектури. Стіни шальовані вертикальними дошками. На бабинці підвішений дзвін.
Церкву св. апостола Михайла (Собору Пресвятої Богородиці, Благовіщення Пресвятої Богородиці) звів у 1838 р. майстер Іоан Настасишин з села Красне. Споруда дерев'яна, тризрубна, триверха. Квадратні зруби вінчають пірамідальні наметові верхи з п'ятьма заломами над навою, чотирма над бабинцем і трьома над вівтарем. Оперізує церкву широке піддашшя, сперте на виступи зрубів, під якими сховані ризниці вівтаря. До бабинця прибудовано великий присінок. Стіни ошальовані дошками і лиштвами. У 1946—1989 роках церква не діяла.
Нині і сам храм Благовіщення Пресвятої Богородиці, і дзвіниця (1834), що стоїть поруч, належать до пам'яток архітектури місцевого значення.